# Joseph Parecattil
Joseph Parecattil (ur. 1 kwietnia 1912 w Kidangoor w Indiach, zm. 20 lutego 1987 w Koczin w indyjskim stanie Kerala) – hinduski duchowny obrządku syromalabarskiego, kardynał, arcybiskup Ernakulam.

## Życiorys
W 1930 roku wstąpił do seminarium duchownego, a po trzech latach rozpoczął studia w Papieskim Seminarium w Kandy na Cejlonie. Po przyjęciu 24 sierpnia 1939 święceń kapłańskich rozpoczął pracę duszpasterską w Ernakulam. Tam też 30 listopada 1953 został wyświęcony na biskupa tytularnego Arethusa dei Siri. Po trzech latach pełnienia urzędu biskupa pomocniczego został 20 lipca 1956 mianowany arcybiskupem Ernakulam. Był też przewodniczącym Konferencji Episkopatu rytu syromalabarskiego i wiceprzewodniczącym Konferencji Episkopatu Indii. Na II Soborze Watykańskim wchodził w skład Komisji do spraw Kościołów Wschodnich. 28 kwietnia 1969 Paweł VI mianował go kardynałem prezbiterem z tytułem Santa Maria “Regina Pacis” a Monte Verde. Brał udział w obu konklawe w 1978 roku. Był członkiem Kongregacji Kościołów Wschodnich oraz Sekretariatu dla Niechrześcijan. 30 stycznia 1984 roku ze względu na osiągnięcie wieku emerytalnego, złożył rezygnację z urzędu arcybiskupa. Opublikował trzytomową autobiografię, uznaną za niezwykle cenny przyczynek do historii Kościoła w Indiach. Zmarł w Koczinie, w indyjskim stanie Kerala. Był pierwszym kapłanem obrządku syromalabarskiego, który otrzymał kardynalską purpurę.